# 프리트비 나라얀 샤
프리트비 나라얀 샤(Prithivi Narayan Shah, 1723년~1775년 네팔어: पृथ्वीनारायण शाह)는 고르카 왕국의 마지막 통치자이자 네팔 왕국의 제1대 군주이다. 프리트비 나라얀 샤는 네팔의 통일 운동을 시작한 인물로 알려져 있다.
샤는 이슬람 무굴 제국 통치자들이 통치하던 북인도 때문에 새로 통일된 네팔 왕국을 아살 힌두스탄(힌두의 본지)으로 공표하였다. 또, 북인도 나머지 지역을 가리켜 무글란(Mughlan)으로 불렀다. 프리트비 나라얀 샤는 공식적으로는 아니지만 일반적으로는 네팔의 국부로 간주된다.